# 趙順心
趙 順心（ちょう じゅんしん、1979年10月11日 - ）は中国の柔道選手。階級は48kg級。身長160cm。

## 人物
2000年のドイツ国際48kg級では決勝でキューバのアマリリス・サボンを破って優勝した。シドニーオリンピックでは初戦で世界チャンピオンの田村亮子と対戦すると、ほぼ互角の内容で旗判定になったら勝利する可能性もあったものの、終了1秒前に内股返で有効を取られて敗れた。その後の敗者復活戦を勝ち上がって3位決定戦まで辿り着くが、ドイツのアンナ＝マリア・グラダンテに小内刈で敗れて5位にとどまった。2001年の東アジア大会で優勝すると、福岡国際でも3位になった。2003年の青島国際で優勝すると、2004年のアジア選手権でも3位になったが、世界選手権5位の高峰との代表争いに敗れて、アテネオリンピックには出場できなかった。

## 主な戦績
- 2000年 - ドイツ国際　優勝
- 2000年 - シドニーオリンピック　5位
- 2001年 - 東アジア大会　優勝
- 2001年 - 福岡国際　3位
- 2001年 - 韓国国際　優勝
- 2003年 - 青島国際　優勝
- 2004年 - アジア選手権　3位

(出典)。